# Gastrimargus willemsei
Gastrimargus willemsei är en insektsart som beskrevs av Ritchie, J.M. 1982. Gastrimargus willemsei ingår i släktet Gastrimargus och familjen gräshoppor. Inga underarter finns listade i Catalogue of Life.